# Marmeleiro (Guarda)
Marmeleiro es una freguesia portuguesa del concelho de Guarda, con 27,76 km² de superficie y 516 habitantes (2001). Su densidad de población es de 18,6 hab/km².